# Tractor SC

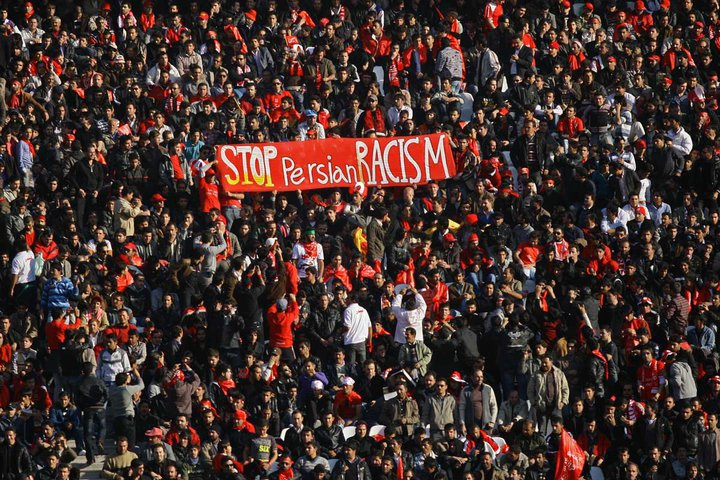
Fans van Tractor Sazi FC (1970)

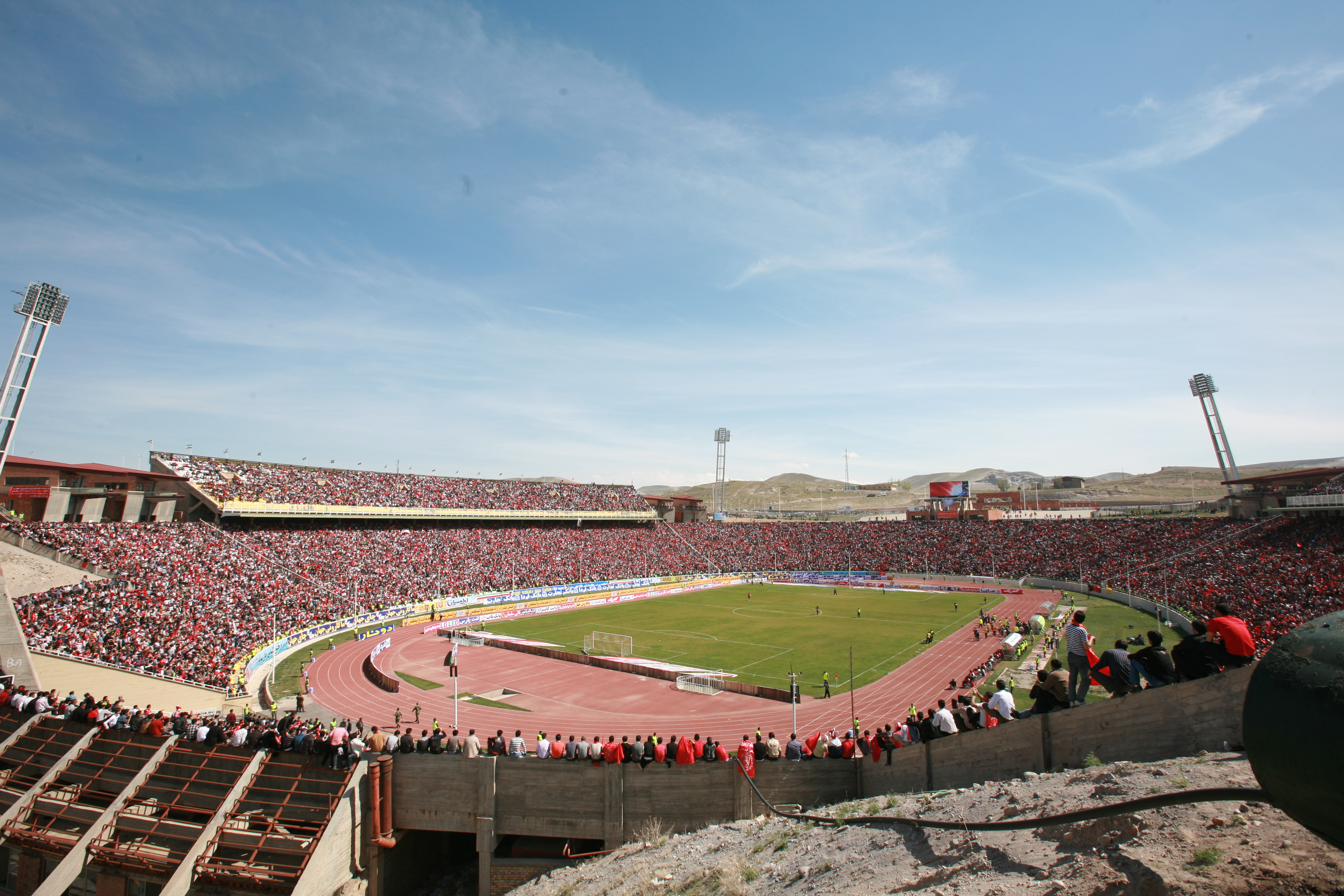
Sahand Stadion (Yadegar-e Emam Tabriz)

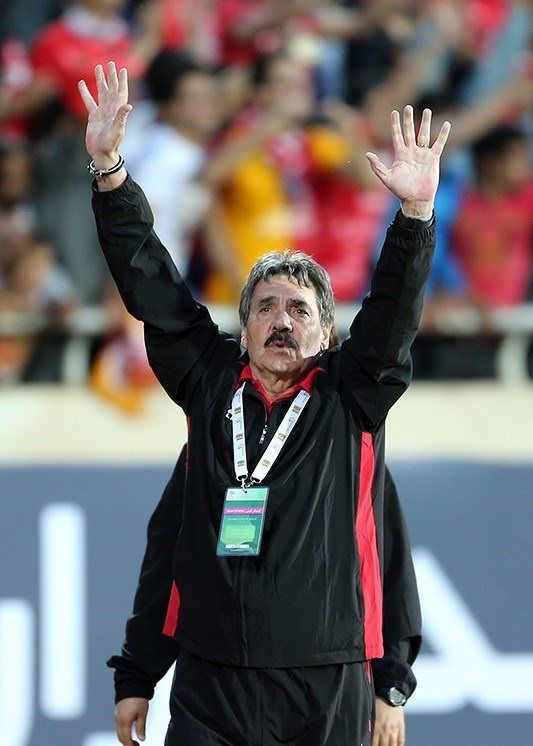
Toni Oliveira won de 2013–14 Hazfi Cup en eindigde als runners up in 2012–13 en 2014–15 in de Iran Pro League.

Tractor Sport Club (eerder Tractor Sazi) is een Iraanse sportvereniging uit Tabriz, die uitkomt in de Persian Gulf Pro League en werd opgericht in 1970. De voetbalclub speelt zijn thuiswedstrijden in het Yadegar-e-Imamstadion (Sahand Stadion) te Tabriz.
In het seizoen 2024/25 werd de club voor het eerst in de geschiedenis landskampioen van Iran, twee speelronden voor het einde van het seizoen.

## Stadion
Aan de bouw van het Yadegar-e Emam Stadion ofwel Sahand Stadion werd in 1989 begonnen en op 19 januari 1996 werd het stadion geopend. De architect is Mohammad Alvand. Het biedt plaats aan 66.833 toeschouwers. In 2010 vond de meest recente renovatie plaats. De grasmat heeft een veldverwarming.

## Erelijst
| Competitie              | Aantal | Jaren |
| ----------------------- | ------ | ----- |
| Persian Gulf Pro League | 1x     | 2025  |
| Hafzi Cup               | 1x     | 2014  |

## Sponsors
| Years     | Shirt sponsors             |
| --------- | -------------------------- |
| 1970–2009 | TMC                        |
| 2007–2010 | Bank Sepah                 |
| 2009–2012 | Hamrah-e Aval              |
| 2012–2014 | Javanane Khayer Foundation |
| 2013–2016 | Aysan Tabriz               |
| 2014–2017 | Hamrah-e Aval              |
| 2017–2018 | Irancell                   |
| 2018-2019 | Kowsar Credit Institution  |
| 2019-     | ATA Airlines               |

| Years     | Kleding sponsor |
| --------- | --------------- |
| 1970–1974 | Umbro           |
| 1974–2005 | Puma            |
| 2005–2010 | Daei Sport      |
| 2010–2013 | Uhlsport        |
| 2013–2014 | Merooj          |
| 2014–2017 | Kelme           |
| 2017–2018 | Li-Ning         |
| 2018–2019 | Merooj          |
| 2019–2021 | Adidas          |
| 2021-     | Start           |

## Bekende (ex-)spelers
- Karim Ansarifard
- Ashkan Dejagah
- Agil Etemadi
- Masoud Shojaei
- Geílson de Carvalho Soares
- Aloys Nong
- Anthony Stokes

## Bekende (ex-)managers
- Mustafa Denizli
- Georges Leekens
- Ertuğrul Sağlam
- Toni
- John Toshack

## Erelijst
| Competitie              | Aantal | Jaren |
| ----------------------- | ------ | ----- |
| Nationaal               |        |       |
| Persian Gulf Pro League | 1x     | 2025  |
| Hafzi Cup               | 1x     | 2014  |